# Richárd Horváth
Richárd Horváth (Besenyszög, 1906 - 1980) was een Hongaars rooms-katholiek geestelijke.
Horváth studeerde theologie aan de Theologische Faculteit van de Universiteit van Boedapest. Hij promoveerde als doctor in de filosofie. Nadien werkte hij als schoolleraar en was van 1934 tot 1951 parochiepriester. In 1956 werd hij hoofdredacteur van het aan de rooms-katholieke Hongaarse Beweging van Vredespriesters verbonden tijdschrift Katholikus Szó (1956-).
Binnen de Beweging van Vredespriesters, een groepering van priesters die het communistische regime in Hongarije steunden, nam Horváth een prominente positie in. In de jaren 50 werd hij in de kerkelijke ban gedaan, doch in 1957, na de normalisering van de betrekkingen tussen kerk en staat in Hongarije, weer in zijn priesterlijk ambt hersteld. Na de opheffing van de Beweging van Vredespriesters (1957) werd Horváth secretaris-generaal van de Katholieke Commissie van de Nationale Vredesraad (1958-). Deze groep binnen de Nationale Vredesraad werd door de Rooms-Katholieke Kerk erkend. Van 1963 tot 1989 was hij lid van de Presidentiële Raad (collectief staatshoofd).
Tot 1971 was Horváth pastoor van de St. Stefanuskerk in Boedapest.
- International Standard Name Identifier: 0000 0001 0922 9790
- Virtual International Authority File: 88943168